# Đỗ Hữu Vị
Đỗ Hữu Vị (17 février 1883 – 9 juillet 1916) est un officier originaire de Cochinchine qui a combattu dans l'armée française.
Il est entré dans l'histoire car il est le premier aviateur annamite, mais également grâce à sa démonstration que l'avion est un outil militaire remarquable pour la reconnaissance.

## Biographie

### Origine familiale et études
Né le 17 février 1883, Đỗ Hữu Vị est le cinquième fils de Đỗ Hữu Phương (vi), riche mandarin de Cholon (Chợ Lớn) près de Saïgon en Indochine française. L'historien André Rakoto précise que « son père est un mandarin qui, après avoir rejoint la résistance contre la France, accepte de travailler avec elle. Il occupe plusieurs postes, dont celui de gouverneur provincial, et fait fortune en jouant les intermédiaires entre les Français et les commerçants chinois. Il organise des banquets réputés en mettant un point d’honneur à servir des mets locaux avec des baguettes afin de prouver qu’il n’y a pas de supériorité de la culture française ». Ce dernier donne à ses fils une éducation occidentale et les envoie faire leurs études à Paris, au lycée Janson-de-Sailly puis en classes préparatoires au lycée Louis-le-Grand.
Đỗ Hữu Vị entre à l’École spéciale militaire de Saint-Cyr le 1er octobre 1904 et intègre la promotion Centenaire d'Austerlitz. Il est le quatrième Indochinois à porter le casoar.

### Les campagnes d'Afrique du Nord
Promu en 1906 sous-lieutenant d'infanterie du premier régiment de la légion étrangère, il entre dans l’armée et participe aux campagnes d’Afrique du Nord. Il est affecté au Maroc à Oujda, Casablanca puis à Haut-Guir de 1907 à août 1908, avant de se battre contre les guérillas à la frontière entre l'Algérie et le Maroc. Il a été nommé à la tête de sa section. Promu lieutenant, il apprend à piloter, inspiré par l'exploit de Blériot. Il se passionne aussi pour les aéroplanes et obtient, en 1911, le brevet de pilote no 649 délivré par l'aéroclub de France. Il revient au Maroc au début de l'année 1912 jusqu'en 1913 comme pilote militaire. Il est donc considéré comme un des pionniers de l'aviation militaire au Maroc. Grâce à des informations transmises rapidement, il démontre que l'avion est un moyen de reconnaissance remarquable en permettant le dégagement d'une colonne bloquée par des rebelles. Il réalise aussi la première liaison Casablanca-Marrakech.
Au début de 1914, il retourne en Indochine pour faire des essais d'hydravions Lambert sur le Mékong et définir les bases d'une aviation dans les colonies.

### Première Guerre mondiale
La Première Guerre mondiale éclate et, le 3 octobre 1914, Đỗ Hữu Vị demande de rejoindre ses camarades en France pour combattre. Il participe alors à de nombreux vols de reconnaissance. En avril 1915, l'aviateur est en train de revenir à la base après avoir atteint le but de sa mission quand il est pris dans une bourrasque et s’écrase. Đỗ Hữu passe neuf jours dans le coma au Val-de-Grâce, bras gauche cassé, la mâchoire et la base du crâne fracturées. Il ne pourra plus piloter. Il devient observateur, accompagne des raids de bombardiers, notamment dans les avions pilotés par Marc Bonnier.
« Il faut être doublement courageux, car je suis Français et Annamite » aurait dit Đỗ Hữu qui demande à revenir dans l'infanterie. Il obtient le commandement de la 8e compagnie du Régiment de marche de la Légion étrangère, en tant que capitaine.

### Mort au combat
Lors de sa participation à la bataille de la Somme, le 9 juillet 1916, il mène ses hommes à l’assaut du boyau de Chancelier, entre Belloy-en-Santerre et Estrées-Deniécourt. Vers seize heures, il meurt frappé de plusieurs balles,,,.
Il est d'abord enterré dans la Somme, près de Dompierre, avec cette épitaphe : « Capitaine-aviateur Do Huu, Mort au champ d’honneur, Pour son pays d’Annam, Pour sa patrie, la France »,.
En 1921, son frère, le colonel Đỗ Hữu Chấn, ramène sa dépouille pour qu’il repose dans le jardin des ancêtres près de Cholon.

## Grades
- Sous-lieutenant : 1906
- Lieutenant-pilote : 1911
- Capitaine : 1916

## Honneurs

### Décorations et citations
- Chevalier de la Légion d'honneur[6]
- Médaille commémorative du Maroc[3],[10]
- Médaille coloniale[3],[10]
- « Officier courageux et plein d’entrain, est glorieusement tombé en entraînant sa compagnie à l’assaut des tranchées allemandes », est-il écrit dans la citation qui lui sera attribuée à titre posthume[6]

### Divers
Une rue à Casablanca a été nommée en son honneur,.
Une rue à Laffaux a été nommée en son honneur.
Une rue à Lái Thiêu, (Thuận An) au Vietnam porte son nom.
En 1930, un timbre à son effigie a été produit pour lui rendre hommage,.
En 2021, une place du 16e arrondissement de Paris porte son nom.

## Vidéographie
- Frères d'armes - Do Huu Vi, série Frères d'Armes, film-portrait raconté par Jamel Debbouze, co-réalisé par Pascal Blanchard et Rachid Bouchareb, 2016, 2 minutes. [voir en ligne]